# Josef Tetínek
Josef Tetínek (1. října 1903 Soběslav – 12. prosince 1978 Plzeň) byl český malíř, grafik, výtvarník a fotograf.

## Život
Narodil se 1. října 1903 v jihočeské Soběslavi do rodiny zámečnického mistra. V roce 1907 se se svou rodinou odstěhoval do Plzně. V roce 1926 začíná studovat pražskou uměleckoprůmyslovou školu, kterou v roce 1929 úspěšně absolvoval. Po několika letech se vrátil zpět do Plzně, kde strávil většinu svého života. Před druhou světovou válkou se aktivně podílel na protifašistickém odboji.
Jeho uměleckými vzory byli Rudolf Kremlička a Leonardo da Vinci. Nejčastěji maloval obrazy krajin, zátiší a koček. Rovněž se věnoval fotografování. Jeho obrazy patřily do moderního realismu a do progresivního umění.
Po druhé světové válce začíná malovat scénické výpravy pro Městské divadlo v Plzni. Dále maloval městské znaky, jubilejní známky a propagační plakáty.
Kromě malování se věnoval i psaní a pravidelně psal fejetony pro krajský deník Právo. Rovněž psal povídky a úvahy. Až do své smrti se věnoval malování kulis staveb po celém Plzeňském kraji.
Zemřel 12. prosince 1978 v Plzni. Bylo mu 75 let.